# Luba, Abra
Luba là một đô thị hạng 5 ở tỉnh Abra, Philippines. Theo điều tra dân số năm 2007, đô thị này có dân số 6,363 người trong 1.138 hộ.

## Các khu phố (barangay)
Luba được chia thành 8 khu phố (barangay).
| Barangay         | Dân số (2007) |
| ---------------- | ------------- |
| Ampalioc         | 1.127         |
| Barit            | 589           |
| Gayaman          | 1.028         |
| Lul-luno         | 394           |
| Luzong           | 893           |
| Nagbukel-Tuquipa | 573           |
| Poblacion        | 1.100         |
| Sabnangan        | 659           |

## Kết quả bầu cử năm 2007
| Chức vụ          | Ứng cử viên             | Tổng số phiếu bầu |
| ---------------- | ----------------------- | ----------------- |
| Thị trưởng       | Marcelo A. Biscarra Sr. | 1.727             |
| Phó thị trưởng   | Leonardo C. Dumaguing   | 1.805             |
| Ủy viên hội đồng | Fernando S. Siblon      | 2.125             |
| Ủy viên hội đồng | Romero S. Daoaten       | 1.933             |
| Ủy viên hội đồng | Crispin T. Martinez     | 1.789             |
| Ủy viên hội đồng | Osias B. Gabaoen        | 1.625             |
| Ủy viên hội đồng | Dionisio J. Damuasen    | 1.574             |
| Ủy viên hội đồng | Romero C. Daoili        | 1.516             |
| Ủy viên hội đồng | Delfin A. Bayudang      | 1.474             |
| Ủy viên hội đồng | Alejandro A. Sayen      | 1.407             |